# Pterodontia flavonigra
Pterodontia flavonigra är en tvåvingeart som beskrevs av Carrera 1947. Pterodontia flavonigra ingår i släktet Pterodontia och familjen kulflugor. Inga underarter finns listade i Catalogue of Life.